# Dave Franco
David John Franco (* 12. června 1985, Palo Alto, Kalifornie, USA) je americký herec. Svojí kariéru zahájil malými rolemi ve filmech jako Superbad (2007 a Smrt a život Charlieho St. Clouda (2010). Následně si zahrál v deváté řadě seriálu Scrubs: Doktůrci. Zlom v jeho kariéře nastal s filmy 21 Jump Street a 22 Jump Street
Hlavní role si také zahrál ve filmech Fright Night (2011), Podfukáři (2013), Podfukáři 2 (2016), Mrtví a neklidní (2013), Sousedi (2014), Sousedi 2 (2016), Nerve: Hra o život (2016), The Little Hours (2017), The Disaster Artist: Úžasný propadák (2017) a Kdyby ulice Beale mohla mluvit (2018).

## Životopis
Franco se narodil v Palo Alto v Kalifornii a je nejmladší ze tří bratrů. Jeho starší bratři jsou James Franco a Tom Franco. Matka Davea byla rodilá židovka z Kalifornie, ale jeho otec Douglas byl portugalsko-italského původu. Studoval Univerzitu Jižní Kalifornie.

## Osobní život
Od roku 2012 je jeho partnerkou herečka Alison Brie, se kterou se v srpnu 2015 zasnoubil, a v březnu 2017 oženil

## Filmografie

### Film
| Rok  | Název                                | Role                  | Poznámky                                    |
| ---- | ------------------------------------ | --------------------- | ------------------------------------------- |
| 2006 | Frat Bros.                           | A.J.                  | krátkometrážní film                         |
| 2007 | Superbad                             | Greg, fotbalista      |                                             |
| 2007 | Po sexu                              | Sam                   |                                             |
| 2008 | Milk                                 |                       |                                             |
| 2009 | Zkratka ke smrti                     | Mark                  |                                             |
| 2009 | A Fuchsia Elephant                   | Michael               | krátkometrážní film, také výkonný producent |
| 2010 | Greenberg                            | Rich                  |                                             |
| 2010 | Smrt a život Charlieho St. Clouda    | Sully                 |                                             |
| 2011 | The Broken Tower                     | mladý Hart Crane      |                                             |
| 2011 | Noc hrůzy                            | Mark                  |                                             |
| 2012 | Would You                            | Dave                  | krátkometrážní film, také scenárista        |
| 2012 | 21 Jump Street                       | Eric Molson           |                                             |
| 2013 | Mrtví a neklidní                     | Perry Kelvin          |                                             |
| 2013 | Podfukáři                            | Jack Wilder           |                                             |
| 2014 | Lego příběh                          | Wally (hlas)          |                                             |
| 2014 | Sousedi                              | Pete Regazolli        |                                             |
| 2014 | 22 Jump Street                       | Eric Molson           |                                             |
| 2015 | Nepovedený kšeft                     | Mike Pancake          |                                             |
| 2016 | Sousedi 2                            | Pete Regazolli        |                                             |
| 2016 | Podfukáři 2                          | Jack Wilder           |                                             |
| 2016 | Nerve: Hra o život                   | Ian                   |                                             |
| 2017 | The Little Hours                     | Massetto              |                                             |
| 2017 | The Disaster Artist: Úžasný propadák | Greg Sestero          |                                             |
| 2017 | Lego Ninjago film                    | Lloyd Garmadon (hlas) |                                             |
| 2018 | 6 Balloons                           | Seth                  |                                             |
| 2018 | Kdyby ulice Beale mohla mluvit       | Levy                  |                                             |
| 2018 | Zeroville                            | Montgomery Clift      |                                             |
| 2019 | 6 underground: Tajné operace         | David / Seix          |                                             |
| 2022 | Denní směna                          | Seth                  |                                             |

### Televize
| Rok       | Název              | Role                        | Poznámky                               |
| --------- | ------------------ | --------------------------- | -------------------------------------- |
| 2006      | Sedmé nebe         | Benjamin Bainsworth         | díl: „Highway to Cell“                 |
| 2008      | Do Not Disturb     | Gus                         | 5 dílů                                 |
| 2008      | Greek              | Gonzo                       | 6 dílů                                 |
| 2008–2009 | Smetánka           | Zachary                     | 5 dílů                                 |
| 2009–2010 | Scrubs: Doktůrci   | Cole Aaronson               | 13 dílů                                |
| 2011–2012 | Young Justice      | Edward Nigma/Riddler (hlas) | 2 díly                                 |
| 2015      | Other Space        | Chad Simpson                | 2 díly                                 |
| 2016      | BoJack Horseman    | Alexi Brosepheno (hlas)     | díl: „Láska nebo sňatek“               |
| 2016–2019 | Easy               | Jeff                        | 4 díly                                 |
| 2018      | Little Big Awesome | Dave                        | díl: „Bed Follows/Gotta Get a Gimmick“ |
| 2021      | The Now            | Ed Poole                    | 14 dílů                                |
| 2022      | The Afterparty     | Xavier                      | 8 dílů                                 |

### Videohry
| Rok  | Název                   | Role                  |
| ---- | ----------------------- | --------------------- |
| 2016 | Marvel Avengers Academy | Tony Stark / Iron Man |

### Internet
| Rok  | Název                        | Role          | Poznámky                                      |
| ---- | ---------------------------- | ------------- | --------------------------------------------- |
| 2011 | You're So Hot                | Sám sebe      | součástí pořadu Funny or Die, také scenárista |
| 2011 | Go F*ck Yourself             | Sám sebe      | součástí pořadu Funny or Die, také scenárista |
| 2012 | You're So Hot: Part Deux     | Sám sebe      | součástí pořadu Funny or Die, také scenárista |
| 2013 | Dream Girl                   | Sám sebe      | součástí pořadu Funny or Die, také scenárista |
| 2013 | Real Life H-O-R-S-E!         | Sám sebe      | součástí pořadu Funny or Die, také scenárista |
| 2013 | Chris & Daves Epic Adventure | Sám sebe      | součástí pořadu Funny or Die                  |
| 2014 | Hazing                       | Sám sebe      | součástí pořadu Funny or Die                  |
| 2014 | You're So Hot: Vol. 3        | Beatrix Kiddo | součástí pořadu Funny or Die                  |
| 2015 | Madden: The Movie            | Blade Johnson |                                               |